# Esporte Clube Avenida
L'Esporte Clube Avenida, noto anche come semplicemente come Avenida, è una società calcistica brasiliana con sede nella città di Santa Cruz do Sul, nello stato del Rio Grande do Sul.

## Storia
Il club è stato fondato il 6 gennaio 1944. L'Avenida si fuse con il Santa Cruz negli anni 60 per formare l'Associação Santa Cruz do Futebol, ma la fusione fallì, ed entrambe le squadre continuarono separate. Tra il 1990 e il 1997, il reparto di calcio del club venne chiuso. Ha partecipato alla massima divisione statale nel 2000 e nel 2001. L'Avenida ha vinto il Campeonato Gaúcho Divisão de Acesso nel 2011.

## Palmarès

### Competizioni statali
- Campeonato Gaúcho Divisão de Acesso: 1

2011
- Copa FGF: 1

2018